# Biscuits feuille d'érable
Les biscuits feuille d'érable sont des biscuits fourrés canadiens dont la garniture à la crème est à saveur d'érable et peut contenir du sirop d'érable. Les biscuits ont la forme d'une feuille d'érable, symbole national du Canada.
Plusieurs entreprises canadiennes produisent des crèmes d'érable, principalement pour le marché intérieur, bien qu'elles aient de plus en plus d'adeptes aux États-Unis,.